# Canaan (Trinidad e Tobago)
Canaan è un centro abitato di Trinidad e Tobago situato sull'isola di Tobago e facente parte della parrocchia di Saint Patrick. Ubicato vicino a Crown Point, è una zona a carattere principalmente residenziale.